# فرودگاه چاکولیا
فرودگاه چاکولیا (به انگلیسی: Chakulia Airport) یک فرودگاه است . این فرودگاه در کشور هند قرار دارد و در ارتفاع ۱۳۰ متری از سطح دریا واقع شده‌است.